# Veca Airlines
Veca Airlines (Vuelos Económicos Centroamericanos, S.A. de C.V.; Eigenschreibweise auch: VECA Airlines) war eine salvadorianische Billigfluggesellschaft.

## Geschichte
VECA Airlines wurde mit Hilfe einer Anschubfinanzierung durch das Mineralölunternehmen Alba Petróleos 2013 gegründet.
Der Flugbetrieb wurde am 28. November 2014 mit einem Charterflug, durchgeführt von Air Panama, von San Salvador nach San José (Costa Rica) und weiter nach Panama-Stadt (Panama) aufgenommen. Der erste Linienflug erfolgte am 23. Januar 2015 von San Salvador nach Guatemala-Stadt (Guatemala).
Im Januar 2017 stellte Veca Airlines den Flugbetrieb ein, nachdem ein Airbus A319 wegen unbezahlter Raten vom Leasinggeber zurückgefordert worden war.

## Ziele
Mit Stand Februar 2015 wurden aus El Salvador die Länder Guatemala, Costa Rica und Panama bedient.

## Flotte
Mit Stand Januar 2017 vor Betriebseinstellung setzte sich die Flotte der VECA Airlines aus zwei Airbus A319-100 zusammen.